# Великие Проходы
Вели́кие Проходы либо Больши́е Проходы́ (укр. Великі Проходи) — село в Проходо́вском сельском совете Дергачёвского района, Харьковская область, Украина.
Код КОАТУУ — 6322081503. Население по переписи 2001 года составляет 1003 (478/525 м/ж) человека.

## Географическое положение
Село Великие Проходы находится на берегу реки Липец (Проходы), которая через 4 км впадает в реку Харьков (правый приток), на реке большое озеро (~30 га), выше и ниже по течению в 2-х км большие садовые товарищества, ниже по течению в 2-х км — село Липцы.
Село окружено большими лесными массивами (дуб).
Во многих документах село называют Большие Проходы.

## История
- 1660 — дата основания.
- В 1940 году, перед ВОВ, в Больших Проходах были 460 дворов, церковь, сельсовет, сад, лесничество и ветряная мельница.[2]
- На северной окраине Больших Проходов в середине августа 1943 года при освобождении Харькова от немецкой оккупации находился штаб Степного фронта Советской армии[5] (командующий И. С. Конев).

## Происхождение названия
Название села происходит от слобожанского диалектизма «проходы», который обозначает «бугры», «яры», «яруги», то есть бугристую местность. Большие потому, что население слободы было больше, чем в Малых Проходах.
По гидронимической версии, название произошло от названия реки Проходы, правого притока реки Харьков, на правом (южном) берегу которой была основана слобода.

## Экономика
- В селе есть молочно-товарная ферма.
- Парники.
- ООО «Украина».
- ООО «Производственно-коммерческая агрофирма „Флора лтд“».

## Объекты социальной сферы
- Детский сад «Светлячок»[6].
- Школа.
- Спортивный комплекс(открыт в 2012 году)

## Достопримечательности
- Братская могила советских воинов. Похоронено 323 воина.

## Известные люди
- Шалимов Владимир Егорович (1908—1942) — Герой Советского Союза, родился 8 августа 1908 года в селе Великие Проходы.

Белозеёров Иван Павлович - Герой Советского Союза, летчик. Родился в селе Малые Проходы. После ВОВ работал в Симферополе на аэродроме.